# زهرا نعمتی
زهرا نعمتی،عضو تیم‌ملی تیراندازی با کمان بانوان معلول ایران است. وی نخستین زن در تاریخ ورزش ایران است که موفق به کسب مدال طلا در سه پارالمپیک پیاپی لندن ٢٠١٢، ریو ٢٠١۶ و توکیو ٢٠٢٠ شده است.. زهرا نعمتی متولد ۱۰ اردیبهشت ۱۳۶۴ شهرستان گلباف در استان کرمان ، تیرانداز با کمان تیم ملی است. او به‌دلیل سانحه رانندگی نتوانست رشته تحصیلی گیاه‌پزشکی را به پایان برساند و کل مسیر زندگی‌اش عوض شد و از رشته تکواندو به سمت تیراندازی با تیر و کمان رفت. او در سال ۱۳۷۶ وقتی تنها ۱۲ سال داشت ورزش حرفه ای را با رشته تکواندو شروع کرد و خیلی زود به کمربند مشکی رسید و به تیم منتخب استان نیز دعوت شد.  او حالا یکی از پر افتخارترین ورزشکاران معلول ایران می باشد که دانشجوی دوره کارشناسی رشته علوم ورزشی در دانشگاه الزهرا می باشد. سال ۱۳۸۳ وقتی در هنگام سفر به جیرفت در نتطقه دلفارد تصادف کرد و دچار ضایعه نخاعی شد 

این سانحه او را از تحصیل دور کرد و متاسفانه فیزوتراپی هم جواب نداد و برای همیشه ویلچرنشین شد. دو سال بعد از تصادف در ۲۱ سالگی تصمیم گرفت دوباره ورزش را شروع کند اما این‌بار نه تکواندو بلکه رشته تیراندازی با تیر و کمان را انتخاب کرد. خودش می گوید: وقتی دوباره سراغ ورزش رفتم، دوست داشتم در رشته گروهی فعالیت کنم اما این امکان در کرمان وجود نداشت برای همین تیر و کمان را انتخاب کردم. زهرا نعمتی ۶ ماه بعد از شروع تیر و کمان در اولین مسابقه کشوری به مقام سومی رسید و بخاطر عملکرد فوق العاده خود به تیم ملی دعوت شد.
او هم‌چنین، در ۲۹ مه ۲۰۱۳ (۸ خرداد ۱۳۹۲) در مراسم کمیته بین‌المللی المپیک در سن پترزبورگ روسیه مفتخر به دریافت جایزه معتبر ورزشکار برتر پارالمپیک ۲۰۱۲ لندن از سوی «بنیاد بین‌المللی اسپورت آکورد» شد.

## عضویت در تیم‌ملی تکواندوی بانوان ایران
زهرا نعمتی، پیش از این، عضو تیم‌ملی تکواندوی بانوان ایران بود. وی پس از این که در سال ۱۳۸۳ در اثر سانحهٔ رانندگی دچار عارضهٔ نخاعی و ویلچر نشین شد و به ورزش تیراندازی با کمان روی آورد. این بانوی ورزشکار با کسب مدال طلای بازی های پارا المپیک ۲۰۱۲ لندن در شاخه «ریکرو انفرادی» نام خود را بعنوان نخستین و تنها زن در تاریخ ورزش ایران که موفق به کسب مدال طلا در سطح المپیک و پارالمپیک شده است ، جاودانه کرد.
نعمتی یکسال بعد از المپیک در ۲۹ ماه می ۲۰۱۳ از سوی بنیاد بین‌ المللی اسپورت آکورد مفتخر به دریافت جایزه معتبر ورزشکار برتر پارالمپیک ۲۰۱۲ لندن شد.
مراسم اهدای جوایز منتخبین اسپورت آکورد با حضور رئیس کمیته بین‌المللی المپیک ، رئیس کمیته ملی المپیک و وزیر ورزش روسیه و روسای فدراسیون‌ های جهانی در شهر سن پترزبورگ روسیه برگزار شد.

## حذف در بازی‌های آسیایی ۲۰۱۸ جاکارتا
در حالی که زهرا نعمتی در دور یک‌شانزدهم تیراندازی با کمان در بخش ریکرو انفرادی زنان را با موفقیت پشت سر گذاشت و به مرحله بعد راه یافت، اما به صورت عمدی از حضور به مرحله بعدی جا ماند.

## افتخارات
پارالمپیک ۲۰۱۲ لندن

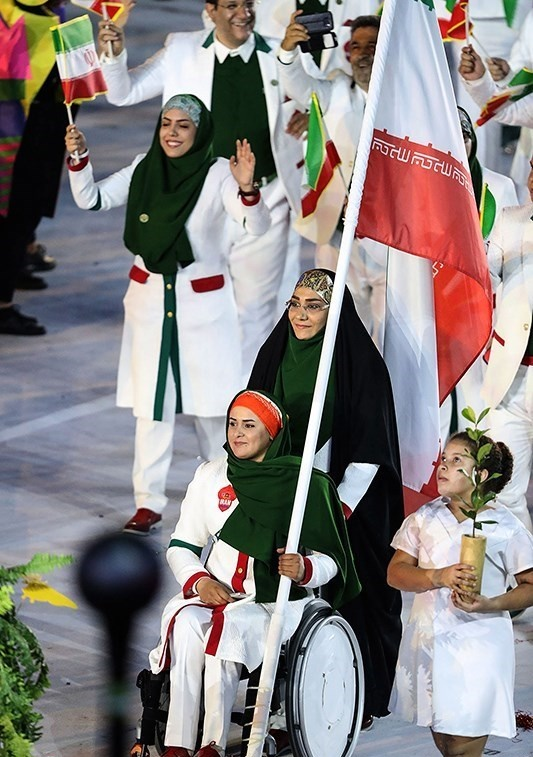
پرچم‌داری زهرا نعمتی در افتتاحيه المپیک ٢٠١۶ برزیل

زهرا نعمتی با کسب مدال طلای بازی‌های پارالمپیک تابستانی ۲۰۱۲ در شاخهٔ ریکرو انفرادی نام خود را به عنوان نخستین و تنها زن در تاریخ ورزش ایران که موفق به کسب مدال طلا در سطح المپیک و پارالمپیک شده‌است، جاودانه کرد.
وی هم‌چنین به همراه راضیه شیرمحمدی و زهرا جوانمرد که تیم ملی تیراندازی با کمان بانوان ایران را در قسمت تیمی تشکیل می‌دادند عنوان سومی و مدال برنز پارالمپیک ۲۰۱۲ لندن را به‌دست آوردند.
جایزه ورزشکار برتر پارالمپیک ۲۰۱۲ لندن
زهرا نعمتی در ۲۹ مه ۲۰۱۳ از سوی «بنیاد بین‌المللی اسپورت آکورد» مفتخر به دریافت جایزه معتبر ورزشکار برتر پارالمپیک ۲۰۱۲ لندن شد. مراسم اهدای جوایز منتخبین اسپورت آکورد با حضور رئیس کمیته بین‌المللی المپیک، رئیس کمیته ملی المپیک و وزیر ورزش روسیه و روسای فدراسیون‌های جهانی و نامزدهای معرفی‌شده برای دریافت این جایزه در شهر سن پترزبورگ روسیه برگزار شد.
بازی‌های المپیک تابستانی ۲۰۱۶
او اولین ورزشکار ایرانی، اولین بانوی آسیایی و سیزدهمین ورزشکار تاریخ است که توانسته هم در المپیک و هم در پارالمپیک کسب سهمیه کند (در ریو ۲۰۱۶)؛ وی همچنین با تصمیم کمیته ملی المپیک جمهوری اسلامی ایران به عنوان پرچم دار ایران در بازی‌های المپیک تابستانی ۲۰۱۶ انتخاب شد. با این حساب او اولین بانوی مسلمان معلول است که پرچمدار کاروان المپیک یک کشور شده‌است.نعمتی همچنین در پاراالمپیک ریو در بخش ریکرو انفرادی زنان صاحب مدال طلا شد. 
بازی های پارالمپیک تابستانی ۲۰۲۰
زهرا نعمتی در پارالمپیک تابستانی ٢٠٢٠ که به‌دلیل همه‌گیری کرونا با یک‌سال تأخیر برگزار شده بود با کنار گذاشتن رقبای روسی، برزیلی و یونانی به فینال صعود کرد و پس از پنج ست بازی با ایتالیا در فینال و تساوی دو بر دو، توانست با تیر طلایی (امتیاز ۱۰-۹ مقابل ایتالیا) برای سومین بار به مدال طلا در رشتهٔ ریکرو انفرادی زنان دست یابد.

## زندگی شخصی
او همسر رهام شهابی‌پور، عضو تیم ملی تیراندازی با کمان مردان معلول ایران بود. این زوج قهرمان، جشن عروسی خود را پس از دریافت مدال طلای زهرا نعمتی در دهکده المپیک لندن ۲۰۱۲ برگزار کردند. زهرا نعمتی در برنامهٔ فرمول یک اعلام کرد که از همسرش جدا شده‌است. زهرا نعمتی در سال ۱۳۹۱ وقتی ۲۷ ساله بود با رهام شهابی پور ۳۳ ساله و از ورزشکاران توان‌یاب تیر و کمان مردان ازدواج کرد.
رهام متولد ۱۳۵۸ در کرمان و دیپلمه می باشد که سال ۱۳۸۰ زمانی که کارمند اداره برق بود بر اثر برق گرفتی از چراغ برق سقوط کرد.
او هم بخاطر آسیب نخاعی معلول شد اما از سال ۱۳۸۷ وارد ورزش تیر و کمان شد و عضو تیم ملی شد .
در دهه ۶۰ ورزش زنان معلول ايران فعاليت هاي ورزشي خود را در 2 رشته تنيس روی ميز و تيراندازی در داخل آغاز كرد تا اينكه در دهه ۷۰ نخستين تيم تنيس روی ميز زنان معلول ايران راهی مسابقات جهانی انگلستان می‌شود و اولين مدال به نام «معصومه كارگر ذوقی» از خطه آذربايجان شرقی در رشته تنيس روی ميز ثبت شد.

### ممنوع‌الخروجی و جدایی همسر
رهام شهابی، همسر زهرا نعمتی، با اعلام موضوع ممنوع‌الخروجی گفت: بعد از بازی‌های پارالمپیک ریو ۲۰۱۶ زهرا نعمتی بنا به دلایلی منزل را ترک کرده و تا این لحظه، با وجود این که چندین بار خواستار بازگشت او به منزل بودم، از زندگی با من امتناع کرده و حتی درخواست طلاق داده‌است. پس از این اتفاق، او را ممنوع‌الخروج کرده‌ام تا نتواند در هیچ تورنمنت برون‌مرزی‌ای شرکت کند.